# Li Shixing

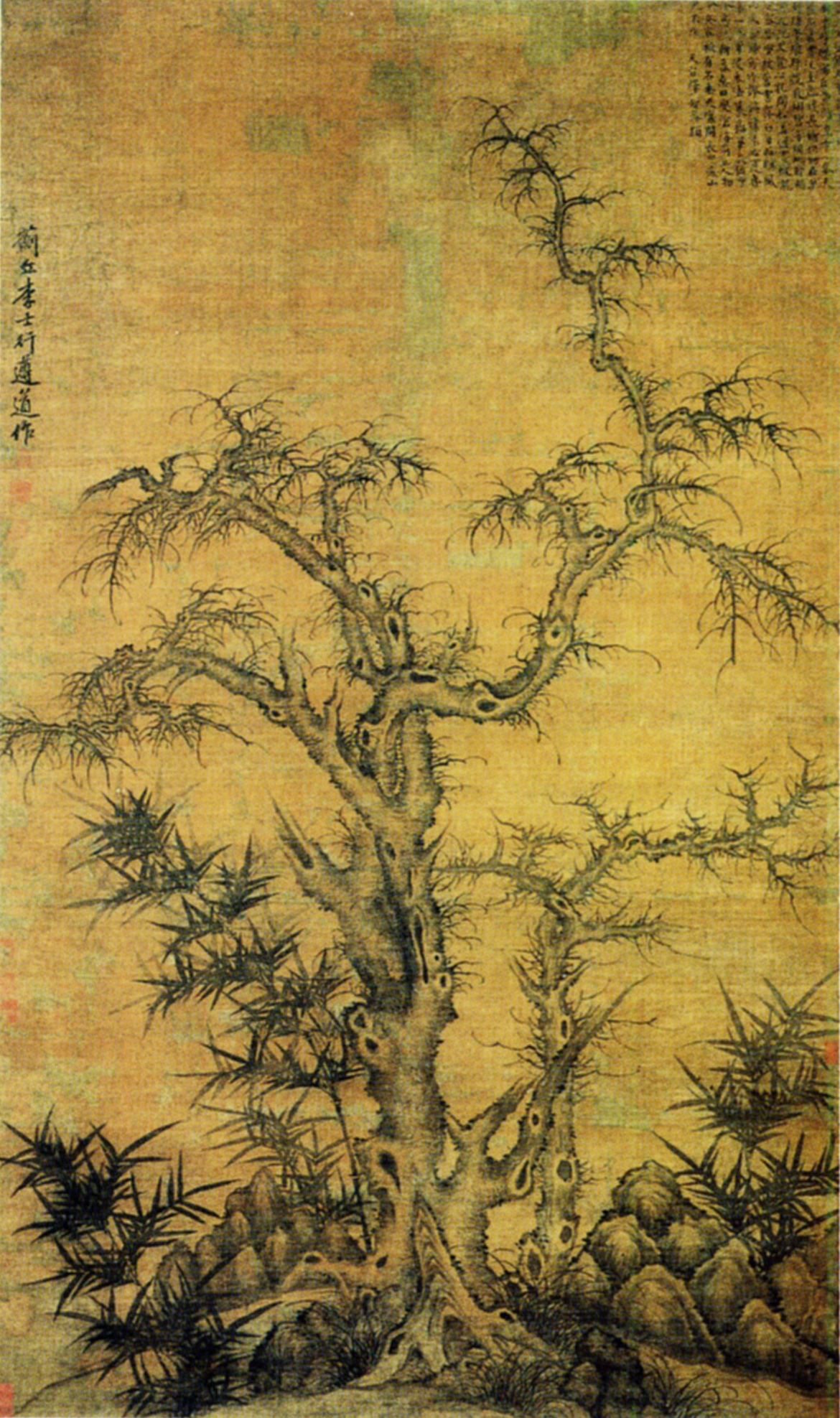
Arbre sec, bambús i roques (Museu de Xangai)

Li Shixing (en xinès simplificat: 李士行; xinès tradicional: 李士行; pinyin: Lǐ Shìxíng), també conegut com a Zundao, fou un pintor xinès nascut a Pequín l'any 1282 (altres fonts indiquen el 1283) i mort el 1328 que va viure sota la dinastia Yuan. Era fill de Li Kan. Va destacar com a pintor de paisatges i de bambús i roques realitzats amb tinta a l'estil de Li Kan.